# Armored Core 2: Another Age
 (septembre 2011).
Si vous disposez d'ouvrages ou d'articles de référence ou si vous connaissez des sites web de qualité traitant du thème abordé ici, merci de compléter l'article en donnant les références utiles à sa vérifiabilité et en les liant à la section « Notes et références ».
Armored Core 2: Another Age (アーマード・コア2 アナザーエイジ) est un jeu vidéo de simulation de mecha faisant partie de la saga Armored Core.
Another Age est la dernière version de la série construit à partir du scénario de Armored Core premier du nom.

## Trame

### Synopsis
5 ans après la tentative de coup d’État menée par Leos Klein, Le gouvernement terrestre a du mal à réaliser l'un de ses objectifs primaire, qui est de déplacer la population des cités souterraines à la surface de la Terre.
Ces plans sont désespérément retardés car le gouvernement doit se concentrer sur une remilitarisation rapide dans certaines zones.
Le gouvernement cherche alors une solution pour garder et les corporations et la situation sur Mars sous contrôle. Après avoir subi de nombreux revers, les grandes corporations qui régnaient sur Mars sont en perte d'influence. Ne se portant pas au mieux, chacune d'elles est en train de reconstruire secrètement son armée personnelle afin de faire face à la montée en puissance de l'influence gouvernementale. Les tensions entre le gouvernement et les corporations est alors à son paroxysme et le point de rupture est proche. Avec tous les efforts du gouvernement tournés dans une autre direction, le ressentiment de la population vis-à-vis des institutions atteint un niveau record. Lassé d'être négligé, les habitants des cités souterraines prennent les choses en mains et les incidents de révoltes armés deviennent quotidiens.

### Groupes en présence

#### Corporations
- Zio Matrix - Après un coup d'État manqué (par laquelle Zio espérait renforcer son pouvoir en exploitant la technologie Disorder), la société mère élude les conséquences des actes de Zio en toute discrétion, transférant l'entière responsabilité à sa division sur Mars qu'elle accuse d'avoir agi seule. C'est pourquoi Zio Matrix doit maintenant la jouer fine avec le gouvernement.
- Emeraude - Après un terrible affrontement  contre LCC sur Mars, la position d'Emeraude a été considérablement affaiblie. Dans un souci de combattre l'influence croissante du gouvernement et de regagner le terrain perdu, Emeraude poursuit activement la confrontation et reste l’élément le plus volatile du groupe.
- Balena - À cause de l’outre-passement des Frighteners sur son autorité, les efforts de Balena et du groupe LCC à un remaniement de la structure du pouvoir sur Mars est un échec. Ses liens avec Zio et Emeraude sont tous rompus, maintenant que son implication dans les affaires gouvernementales est de notoriété publique. Belena continue de portée assistance au gouvernement tout en soutenant secrètement le groupe de rebelles Indies.

#### Gouvernement
- Le gouvernement terrestre - Derrière l’appellation de "The Central Union of the Earth", le gouvernement terrestre est exactement ce que son nom suggère, c'est un corps gouvernemental servant toute la planète. À la fin de l'ère souterraine et la chute des grands groupes terrestres, le gouvernement s'est reconstruit tel qu'il était avant la "grande destruction". Il s'appuie principalement sur des relais comme le Bureau de Contrôle et le LCC pour gouverner localement tandis qu'il se concentre sur les problèmes environnementaux ainsi que le repeuplement de la surface de la Terre. Après avoir été trahi par The Frighteners, le gouvernement est devenu réticent à employer des Ravens, sauf circonstances exceptionnelles et les Ravens ne sont plus autorisés à pénétrer en Terre Centrale, capitale de la Terre.
  - Le Bureau de Contrôle (BOC) - C'est une instance administrative mise en place par le gouvernement. Cette instance existe dans toutes les grandes villes de la Terre et sont chargées de superviser les différents développements, de réguler l'activité des grands groupes et de maintenir l'ordre dans leur ville respective et les régions environnantes. Leur nom indiquent l'étendue de leur juridiction, par exemple : Neo Isaac Bureau of Control.

#### Groupes indépendants
- Indies - Important groupe rebelle, bien financé complotant à la fois contre le gouvernement et les corporations dans le but de les renverser et d'établir un nouveau corps gouvernemental. Dans leurs rangs comptent beaucoup de pauvres et de démunis, mais un certain nombre de Ravens ont également foi en cette cause et ont rejoint les rangs.
- Nerves Concord - The Nerves Concord continue de jouer son rôle d'opérateur d’Arène et d’intermédiaire impartial entre les Ravens et les corporations. Prenant parti pour aucune des forces en présence, la fonction de Nerves Concord perpétue les rivalités des corporations.

## Système de jeu
Cette extension d'Armored Core 2 fonctionne sur le même moteur graphique que son prédécesseur, mais diffère quelque peu au niveau du système de jeu. Il n'y a pas, dans 'Another Age', de mission test qui clos le jeu, le joueur est simplement immergé dans le jeu avec son AC et ses premières missions sont directement disponibles. L'Arène, qui prend de l'importance et joue un rôle non négligeable dans Armored Core 2 a été un peu revu à la baisse. Cependant, un bon nombre de missions consiste en un combat un-contre-un contre un Raven à la manière d'un combat d'Arène d'Armored Core 2. 'Another Age' met au jour un certain nombre de complots et d’intrigues, dressant une sorte de portrait de la vie de mercenaire, toujours se déplaçant au gré des missions sans se laisser s'embourber dans une cause spécifique. Occasionnellement, des éléments surgissent permettant d'avancer plus en avant dans l'histoire, sans qu'une trame nette soit clairement définie. Mais bien qu'il n'y ait pas d'histoire à proprement parler, le joueur dispose de plus de 100 missions distincts qui font le gros du jeu, faisant d'Armored Core: Another Age le plus fourni de la série actuellement et chaque mission se joue dans un espace différent du monde  et qui réapparaîtront parfois dans les titres suivants de la saga. Stinger et Nineball apparaissent également en tant que boss de plusieurs missions spéciales débloquées une fois que les 100 missions du jeu sont réussites.

## Accueil
- Jeux vidéo Magazine : 12/20[1]